# Ганизаде, Ульви Аслан оглы
Ульви Аслан оглы Ганизаде (азерб. Ülvi Aslan oğlu Qənizadə; род. 1 января 1999, Сумгаит) — азербайджанский борец греко-римского стиля, член национальной сборной Азербайджана, чемпион мира 2024 года, чемпион Европы 2023 года.

## Достижения
Серебряный призёр чемпионата мира 2022 года, бронзовый призёр чемпионата Европы 2020 года и чемпионата Европы 2022 года.
Чемпион Европы среди юниоров 2018 года, бронзовый призёр чемпионата мира 2021 года среди борцов до 23 лет, серебряный призёр чемпионата мира 2019 года среди юниоров.
Занял 2-е место на Кубке мира по борьбе 2022 в командном зачёте.
В апреле 2023 года завоевал золотую медаль на чемпионате Европы по борьбе 2023 года в Загребе.
В апреле 2025 года завоевал бронзовую медаль на чемпионате Европы по борьбе 2025 года в Братиславе.